# バウルティタン
バウルティタン (Baurutitan) は、白亜紀後期に生息していた草食恐竜。
棘突起や椎体に見られる詳細な解剖学的特長によって他のティタノサウルス類と区別される。化石はブラジルで発掘されている。